# Crenicichla scottii

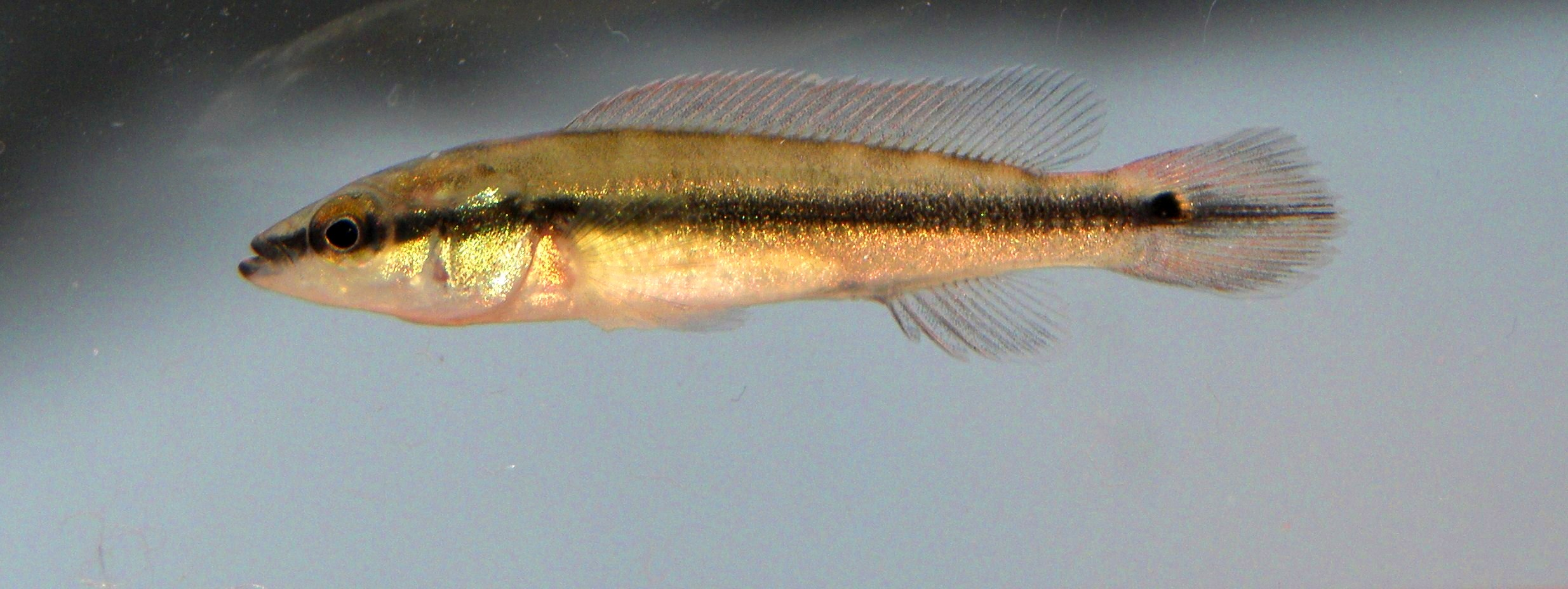
Crenicichla scottii.

Crenicichla scottii es una especie de peces Perciformes de la familia Cichlidae.

## Morfología
Los machos pueden llegar alcanzar los 16,9 cm de longitud total.

## Distribución geográfica
Se encuentran en la cuenca del río Uruguay (Argentina, Brasil Uruguay y Venezuela)